# الكشافة للأولاد
كشافة للأولاد هو أول كتاب عن الحركة الكشفية وهو من تأليف مؤسس الحركة الكشفية بادن باول وتم نشر الكتاب في عام 1908 الكتاب يذكر تجارب بادن باول في فتره صباه مع فيلق كاديت مافيكينج أثناء حرب البوير الثانية في حصار مافيكينج وتجاربه في مخيم تجريبي له في جزيرة براونسي، إنجلترا.

## روابط خارجية
- الكشافة للأولاد على موقع الموسوعة البريطانية (الإنجليزية)

- النص الكامل على الخط  الكشافة للأولاد  من قبل وتفريغ والموارد الإستكشافية